# Margretetorp
Margretetorp är en tätort i Ängelholms kommun i Skåne län.

## Historia
Enligt legenden skall orten fått sitt namn från drottning Margareta, men det är osäkert om det stämmer då de flesta gårdar med Margareta som en del av namnet bildades under 1100- och 1200-talet. Margretetorps gästgivaregård har en historia, som går tillbaka till medeltiden. Bilföretaget Koenigsegg hade sin fabrik här innan den brann ner och biltillverkningen flyttades till Ängelholm.

### Befolkningsutveckling
| Befolkningsutvecklingen i Margretetorp 1990–2020 | Befolkningsutvecklingen i Margretetorp 1990–2020 | Befolkningsutvecklingen i Margretetorp 1990–2020 | Befolkningsutvecklingen i Margretetorp 1990–2020 | Befolkningsutvecklingen i Margretetorp 1990–2020 |
| ------------------------------------------------ | ------------------------------------------------ | ------------------------------------------------ | ------------------------------------------------ | ------------------------------------------------ |
|                                                  |                                                  |                                                  |                                                  |                                                  |
| År                                               |                                                  |                                                  | Folkmängd                                        | Areal (ha)                                       |
| 1990                                             | 1990                                             |                                                  | 209                                              | 33                                               |
| 1995                                             | 1995                                             |                                                  | 220                                              | 33                                               |
| 2000                                             | 2000                                             |                                                  | 210                                              | 36                                               |
| 2005                                             | 2005                                             |                                                  | 211                                              | 36                                               |
| 2010                                             | 2010                                             |                                                  | 214                                              | 36                                               |
| 2015                                             | 2015                                             |                                                  | 255                                              | 69                                               |
| 2020                                             | 2020                                             |                                                  | 260                                              | 70                                               |
| Anm.: Ny tätort 1990                             |                                                  |                                                  |                                                  |                                                  |